# Karma (canción de Alicia Keys)
«Karma» es una canción grabada por la cantautora estadounidense Alicia Keys para su segundo álbum de estudio The Diary of Alicia Keys (2003).  Se lanzó el 1 de noviembre de 2004 como el cuarto sencillo del álbum. Escrita por Keys, Kerry Brothers, Jr. y Taneisha Smith, la canción tiene influencias del hip hop y la música clásica. Alcanzó el número 20 en el Billboard Hot 100 y el número 17 en Hot R&B/Hip-Hop Songs de Estados Unidos.

## Vídeo musical
El video musical dirigido por Chris Robinson y la propia Keys, fue filmado durante tres días en agosto de 2004, con partes filmadas en la ciudad de Nueva York y en el anfiteatro Altos de Chavón del resort Casa de Campo en La Romana, República Dominicana. En los MTV Video Music Awards de 2005, el video le valió a Keys el premio al Mejor video de R&B.

## Listas y formatos
- Estados Unidos 12-pulgadas[3]

A1. «Karma» (álbum version) – 4:12
A2. «Karma» (instrumental) – 4:11
B1. «Karma» (KrucialKeys DJ mix) – 3:20
B2. «Karma» (acapela) – 3:45
- Europa CD sencillo[4]

1. «Karma» – 4:15
2. «Diary» (Hani mix) – 3:49

- Europa CD maxisencillo[5]

1. «Karma» (radio edit) – 3:37
2. «Diary» (Hani mix) – 3:49
3. «Karma» (the Reggaeton mix) – 3:32
4. «Karma» (club mix) – 3:18
5. «Karma» (video)

## Posicionamiento en listas
| Listas (2004-2005)                         | Mejor posición |
| ------------------------------------------ | -------------- |
| Alemania (Official German Charts)          | 62             |
| Bélgica (Ultratop 50) Flanders             | 40             |
| Bélgica (Ultratip Bubbling Under) Wallonia | 2              |
| Canadá (CHR/Pop Top 30)                    | 7              |
| Estados Unidos (Billboard Hot 100)         | 20             |
| Estados Unidos (Hot R&B/Hip-Hop Songs)     | 17             |
| Estados Unidos (Rhythmic)                  | 18             |
| Finlandia (Suomen virallinen lista)        | 6              |
| Países Bajos (Dutch Top 40)                | 27             |
| Países Bajos (Single Top 100)              | 40             |
| Suiza (Schweizer Hitparade)                | 71             |

| Listas (2004)                          | Mejor posición |
| -------------------------------------- | -------------- |
| Estados Unidos (Billboard Hot 100)     | 56             |
| Estados Unidos (Hot R&B/Hip-Hop Songs) | 38             |

## Certificaciones
| País (organismo certificador) | Certificación | Unidades certificadas |
| ----------------------------- | ------------- | --------------------- |
| Estados Unidos (RIAA)         | Oro           | 500 000               |

## Historial de lanzamiento
| País           | Fecha                    | Formato                                             | Discográfica | Ref    |
| -------------- | ------------------------ | --------------------------------------------------- | ------------ | ------ |
| Estados Unidos | 1 de noviembre de 2004   | urban adult contemporary y urban contemporary radio | J            | [ 20 ] |
| Estados Unidos | 8 de noviembrer de 2004  | Rhythmic contemporary                               | J            | [ 21 ] |
| Estados Unidos | 24 de noviembrer de 2004 | Contemporary hit radio                              | J            | [ 22 ] |
| Alemania       | 7 de febrero de 2005     | CD, Maxisencillo                                    | Sony BMG     | [ 6 ]  |